# 利勒茹尔丹 (维埃纳省)
利勒茹尔丹（法語：L'Isle-Jourdain，法語發音：[lil ʒuʁdɛ̃]）是法国新阿基坦大区维埃纳省的一个市镇，属于蒙莫里永区。

## 地理
利勒茹尔丹（46°13'56"N, 0°41'9"E）面积5.92 平方千米，位于法国新阿基坦大区维埃纳省，该省份为法国中西部省份，北起曼恩-卢瓦尔省和安德尔-卢瓦尔省，西接德塞夫勒省，南至夏朗德省，东南接上维埃纳省，东临安德尔省。
与利勒茹尔丹接壤的市镇（或旧市镇、城区）包括：穆萨克、阿德里耶、米亚克、勒维让。

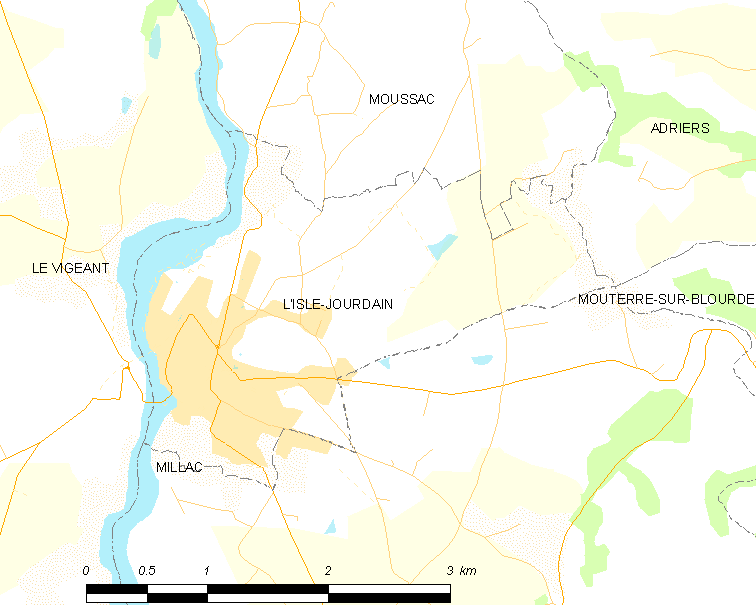
的OSM定位图

利勒茹尔丹的时区为UTC+01:00、UTC+02:00（夏令时）。

## 行政
利勒茹尔丹的邮政编码为86150，INSEE市镇编码为86112。

## 政治
利勒茹尔丹所属的省级选区为吕萨克堡县。

## 人口

1962-2008年间人口变化图示

利勒茹尔丹于2022年1月1日时的人口数量为1146人。